# Вентилятор (театр)
«Вентилятор» — полупрофессиональный эстрадный театр, созданный в Харькове в 1923 году; просуществовал до 1933 года.
С 1927 года назывался «Театр современной буффонады и эстрады Вентилятор». Программы театра состояли из отдельных эстрадных номеров — скетчей, пародий, буффонада, интермедий, ораторий («Красная Армия», «Десятый Октябрь») и другие. На деятельность театра повлияли коллективы «Синей блузы». В «Вентиляторе» начинали творческую карьеру актеры В. А. Галицкий, А. И. Шнуров.